# Zita Görög
Zita Görög, född 27 september 1979 i Nagybátony i Ungern, är en ungersk modell och skådespelerska. Internationellt är hon mest känd för sin medverkan i filmen Underworld och uppföljaren Underworld: Evolution.